# Segway PT
Segway PT (viết tắt của Segway Personal Transporter - Xe cá nhân Segway), thường được gọi tắt là Segway là một phương tiện giao thông cá nhân có hai bánh, hoạt động trên cơ chế tự cân bằng do Dean Kamen phát minh. Loại xe này được sản xuất bởi công ty Segway Inc. ở bang New Hampshire, Hoa Kỳ. Từ "Segway" phát âm gần giống với "segue" (một từ gốc tiếng Ý có nghĩa "di chuyển nhẹ nhàng").
Đặc điểm nổi bật của Segway là cơ chế tự cân bằng nhờ hệ thống máy tính, động cơ và con quay hồi chuyển đặt bên trong xe, nó giúp cho xe dù chỉ có một trục chuyển động với hai bánh nhưng luôn ở trạng thái cân bằng, người sử dụng chỉ việc ngả về đằng trước hoặc đằng sau để điều khiển xe đi tiến hoặc đi lùi. Với các điều khiển sang phải hoặc sang trái, Segway có một cần lái gọi là "Lean Steer" - muốn điều khiển sang phải hoặc sang trái chỉ cần nghiêng cần lái về phía đó. Động cơ của Segway PT có thể đạt tốc độ 5,6 m/s (hay 20 km/h). Do có giá thành khá cao và mới chỉ thích hợp ở các địa điểm bằng phẳng nên Segway PT hiện chủ yếu được sử dụng ở các sở cảnh sát, căn cứ quân sự, cơ sở sản xuất hoặc khu công nghiệp.

## Lịch sử
Thông tin về một loại xe mang tính cách mạng trong giao thông cá nhân bắt đầu từ đầu năm 2001, ban đầu loại xe này được gọi bằng cái tên Ginger hoặc IT và nó được phát triển từ dự án xe lăn tự leo cầu thang iBOT của Dean Kamen. Bình luận về giá trị của dự án này, Steve Jobs đã cho rằng nó "có ý nghĩa lớn như sự ra đời của PC" nhưng ông cũng chê bai thiết kế của Ginger khi cho rằng chiếc xe trông không thanh lịch và không thân thiện với người dùng. Công nghệ cân bằng cho hai bánh của Ginger được báo chí dự đoán là sẽ dựa trên động cơ Stirling hoặc cơ chế Phản hấp dẫn.
Chiếc xe ra mắt lần đầu trước công chúng Mỹ vào ngày 3 tháng 12 năm 2001 trên chương trình Good Morning America của đài ABC. Đến tháng 9 năm 2003 nó được đổi tên thành Segway PT sau khi một phần mềm mới được sử dụng cho hệ thống máy tính của xe để khắc phục lỗi thiếu cơ chế báo cạn năng lượng dễ gây nguy hiểm cho người dùng. Phần mềm mới cho phép Segway tự động chạy chậm và dừng khi năng lượng của pin nhiên liệu bắt đầu cạn.
Trong năm 2003 công ty Segway Inc. đã bán được 6.000 sản phẩm. Tính cho đến tháng 9 năm 2006 đã có khoảng 23.500 Segway được bán ra. Tháng 5 năm 2006 Segway Inc. thông báo rằng chính quyền thành phố Chicago đã ký với họ một hợp đồng 20 năm có giá trị 580.000 USD nhằm mua 30 Segway PT phục vụ cho các cơ sở công ích của thành phố như cảnh sát, cứu hỏa, đây là hợp đồng lớn nhất mà Segway Inc. ký được với các chính quyền thành phố.
Tháng 8 năm 2006, Segway cho ngừng sản xuất các mẫu cũ để cho ra đời Segway thế hệ hai gồm 2 dòng sản phẩm i2 và x2, cho phép người dùng sử dụng một cần lái để điều khiển sang phải hoặc sang trái bằng cách nghiêng cần lái về phía đó, tương tự với cách thức điều khiển xe đi tiến hoặc đi lùi. Một tháng sau đó, khách hàng của toàn bộ 23.500 xe Segway được hãng Segway Inc. đề nghị thu hồi để lắp thêm một phần mềm mới nhằm khắc phục lỗi của hệ thống bánh xe có thể hất người dùng khỏi Segway khi sử dụng ở vận tốc tối đa.

## Các thế hệ

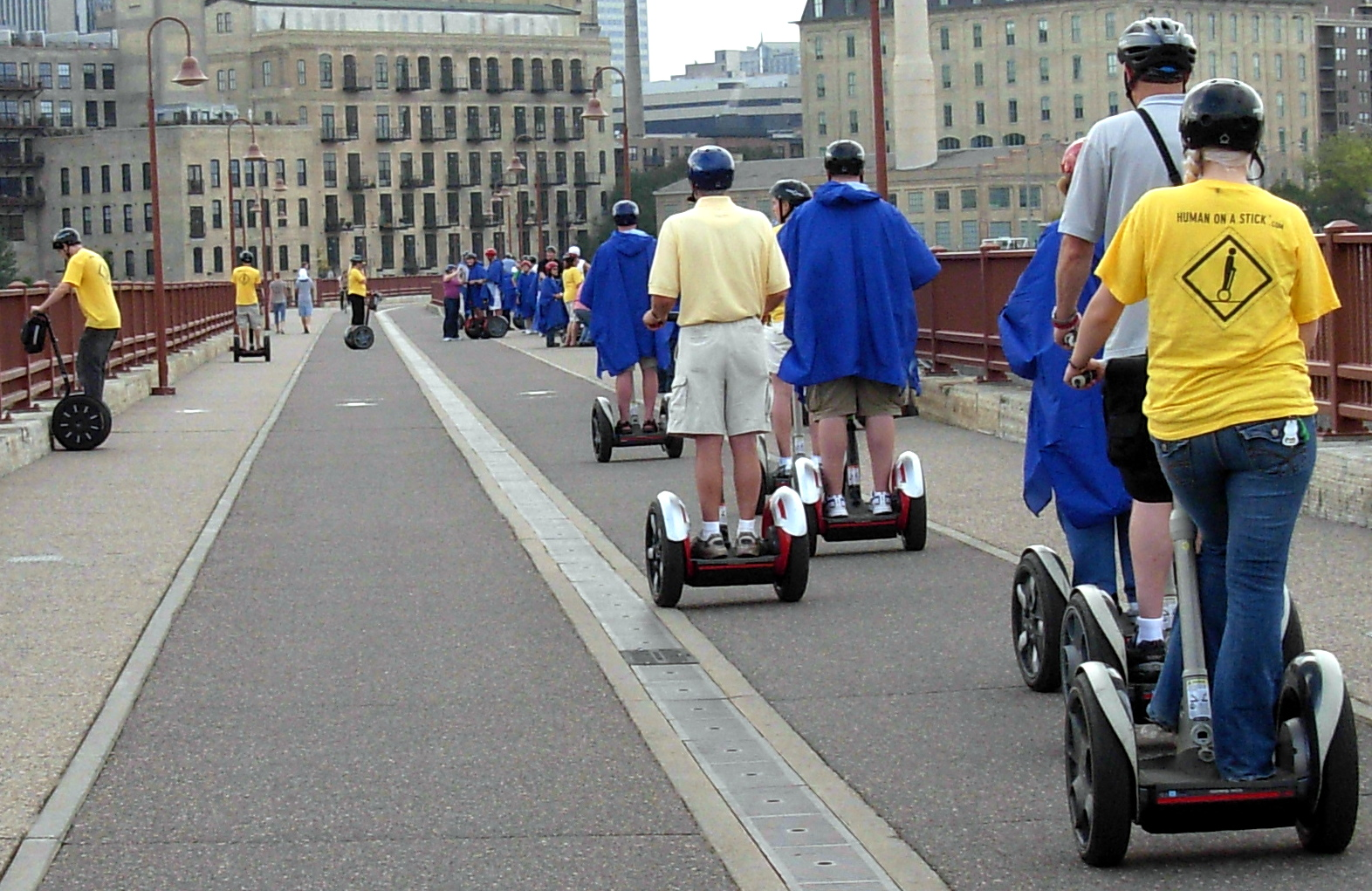
Segway ở Minneapolis, Minnesota

Các thế hệ Segway thứ nhất (ra đời năm 2003) bao gồm:
- Segway HT i167 và Segway HT e167: Đây là hai dòng sản phẩm đầu tiên của Segway. Khác biệt giữa hai dòng là e167 có khả năng tự cân bằng ngay cả khi không có người lái nhờ áp dụng hệ thống Electronic Kickstand. HT là từ viết tắt của Human Transporter.
- Segway HT p13: Dòng sản phẩm có công nghệ tương tự dòng i và e nhưng nhỏ hơn và có động cơ yếu hơn.
- Segway XT: Tương tự các dòng trên nhưng được thiết kế chuyên cho mục đích giải trí.

Vận tốc tối đa của dòng i là khoảng 20 km/h nhờ các động cơ phụ 2 sức ngựa với quãng đường đi được tối đa mà không phải nạp pin là 25–40 km (tùy địa hình). Năng lượng điện của Segway được dự trữ trong các pin ion lithium, các pin này cần từ 8 đến 10 tiếng để nạp đầy, chúng cũng có thể tự nạp khi Segway xuống dốc hay được đẩy đi ở trạng thái động cơ tắt. Dòng p chỉ có thể sử dụng liên tục không nạp lại pin trên quãng đường từ 10–16 km (tùy địa hình) do chúng dùng các pin NiMH. Các pin này cần từ 4 đến 6 tiếng để nạp đầy.
Các thế hệ Segway thứ hai (ra đời năm 2006) bao gồm: 
- Segway PT i2: Lần đầu sử dụng các bánh lái LeanSteer và công nghệ InfoKey.
- Segway PT x2: Chuyên dụng cho các mục đích giải trí như đánh golf (thay thế dòng XT cũ).

Các dòng i2 và x2 có trọng lượng tương ứng là 48 và 54 kg.

## Công nghệ
Cơ chế tự cân bằng của Segway dựa trên hoạt động của hệ thống máy tính, hai sensor độ nghiêng và năm con quay hồi chuyển đặt trong xe. Dựa trên các số liệu của sensor (lấy chuẩn cân bằng từ con quay hồi chuyển), máy tính sẽ tính toán để truyền lệnh cho các động cơ phụ di chuyển bánh xe về phía trước hoặc phía sau để tái lập cân bằng cho xe. Với các mẫu Segway PT mới, quá trình này lặp đi lặp lại khoảng 100 lần một giây, đủ để cân bằng xe cho dù người lái ở trạng thái nào. Khi xe đạt tới vận tốc tối đa, các phần mềm trong Segway sẽ tự động điều khiển xe hơi nghiêng về sau giúp xe di chuyển chậm lại, cơ chế này giúp hạn chế khả năng người điều khiển tiếp tục nghiêng về trước (tăng tốc) ngay cả khi Segway đã ở vận tốc tối đa. Các Segway cũng sẽ tự động giảm tốc và dừng lại khi gặp chướng ngại vật.
Về tính an toàn, Segway có tốc độ tối đa 20 km/giờ và không bao giờ chạy quá 20 km/h, kể cả khi xuống dốc. Tất cả những thiết bị an toàn (ắc quy, động cơ vận hành, máy tính computer) đều được gắn 2 lần vào xe. Trong trường hợp một bộ phận bị hư hỏng bất ngờ, Segway vẫn có thể ổn định và ngừng một cách an toàn.
Những năng lượng có thể tạo ra được khi thắng hoặc trượt dốc đều được nạp lại vào bình ắc quy.

## Sử dụng

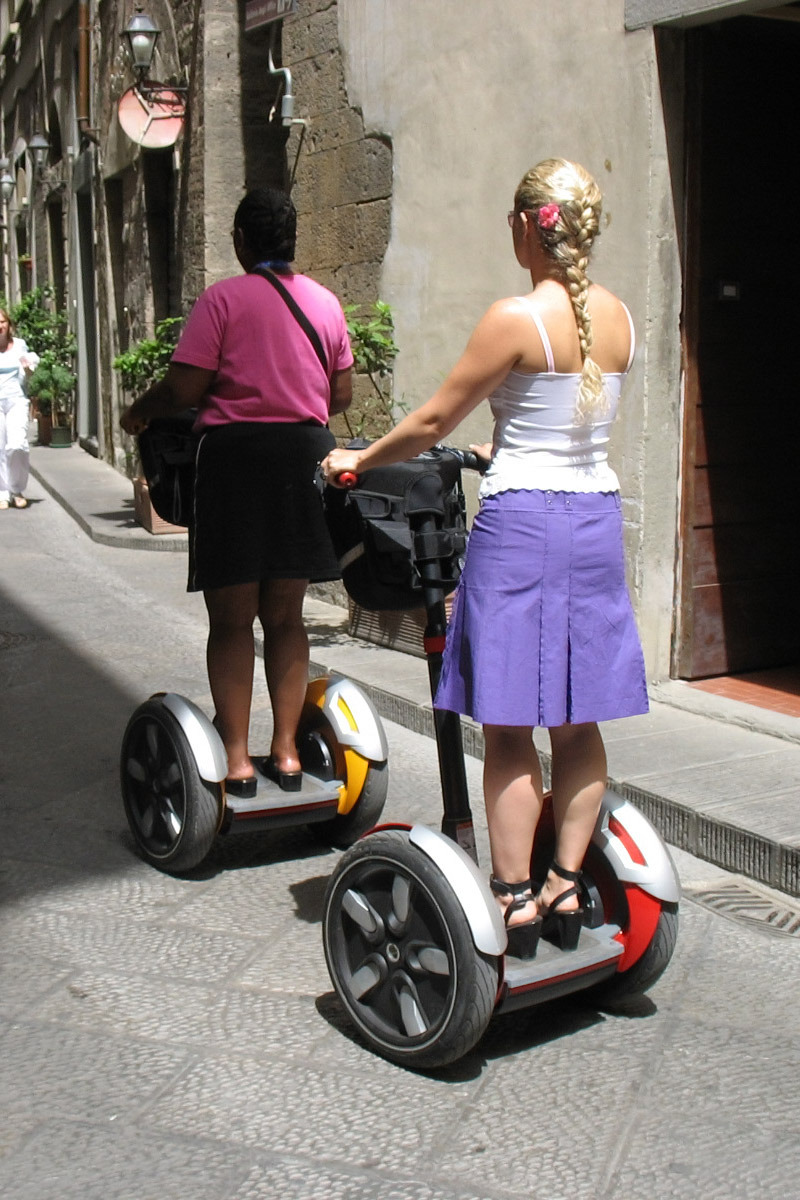
Du lịch bằng Segway ở Firenze, Ý

Segway có thể sử dụng để di chuyển trên vỉa hè, làn đường dành cho xe đạp hoặc đường giao thông tùy thuộc quy định của từng thành phố.
Do hình dáng và vận tốc khá lớn so với người đi bộ trong khi lại quá nhỏ so với các phương tiện giao thông công cộng thông thường, việc sử dụng Segway để di chuyển trên đường bị coi là trái luật tại một số quốc gia hoặc địa phương như Hà Lan (từ tháng 1 năm 2007), Thụy Điển, Anh hay tiểu bang New South Wales ở Úc. Tuy nhiên một số chính quyền ở những nơi Segway bị cấm sử dụng như phương tiện giao thông cũng bắt đầu nới lỏng quy định, ví dụ chính quyền Hà Lan bắt đầu cho dùng Segway từ tháng 4 năm 2008 với điều kiện người sử dụng phải trên 16 tuổi và đã mua bảo hiểm.
Tại một số nước khác như Đan Mạch hay Nhật Bản, Segway được coi như một loại xe máy, tức là phải có đèn tín hiệu, biển số và phanh cơ nếu muốn sử dụng trên đường.
Ngoài các mục đích giao thông thông thường, Segway còn được sử dụng như một phương tiện di chuyển trong sản xuất và thậm chí là phương tiện tuần tra, chiến đấu của cảnh sát và quân đội. Lực lượng đặc nhiệm Trung Quốc để chuẩn bị cho Thế vận hội Mùa hè 2008 đã được trang bị một loạt Segway chuyên dụng được sơn ngụy trang, gắn thêm vũ khí và các phương tiện chống đạn.

## Hiệu quả kinh doanh
Tại Mỹ giá bán của các dòng Segway dao động từ 5.145 đến 6.175 USD. Tại Anh giá một chiếc Segway là từ khoảng 3.995 đến 4.299 Bảng Anh (chưa tính phí vận chuyển từ Mỹ). Tại Pháp giá bán dao động từ 6.400 đến 7.200 euro. Người dùng đôi khi cũng có thể thuê Segway tại một số thành phố ở Mỹ và châu Áu với giá 70 euro/ngày.
Ban đầu Segway Inc. dự định doanh số bán ra của loại xe này sẽ đạt 40.000 sản phẩm mỗi năm và tổng sản phẩm bán ra sau 13 tháng sẽ là 50.000 đến 100.000. Nhà sáng chế Dean Kamen đã tự tin cho rằng "Sự cạnh tranh của Segway với ô tô sẽ tương tự sự cạnh tranh của ô tô với xe ngựa" còn nhà đầu tư John Doerr thì dự đoán Segway Inc. sẽ là công ty đạt doanh số 1 tỷ USD nhanh nhất. Sự thực thì từ năm 2001 đến năm 2007, chỉ có khoảng 30.000 Segway được bán ra. Có vẻ như Segway vẫn chưa đem lại lợi nhuận mong muốn so với con số 100 triệu USD đã được bỏ ra để phát triển sản phẩm này.